# Discula bulverii
Discula bulverii е вид сухоземно коремоного от семейство Hygromiidae. Видът е застрашен от изчезване.

## Разпространение
Този вид е ендемичен за остров Порто Санто, Мадейра, Португалия.